# Flamenco
El flamenco es un género musical español que se desarrolló en Andalucía, especialmente en las zonas de Cádiz y sus puertos, San Fernando, Jerez de la Frontera (lugar donde se encuentra el primer vestigio escrito de este arte y sede del CADF Centro Andaluz de Documentación del Flamenco), Sevilla y los pueblos de su provincia como Lebrija y Utrera, Huelva, Granada y Córdoba así como en algunas áreas de la Región de Murcia, Castilla-La Mancha y Extremadura. Sus principales facetas son el cante, el toque y el baile, contando también con sus propias tradiciones y normas. Tal y como lo conocemos hoy en día, el flamenco data del siglo XVIII, y existe controversia sobre su origen, ya que aunque existen distintas opiniones y vertientes, ninguna de ellas ha podido ser comprobada de forma histórica. Aunque el diccionario de la RAE lo asocia a la cultura popular andaluza y a la presencia del pueblo gitano en aquella, es más que perceptible la fusión de las distintas culturas que coincidieron en la Andalucía de la época sin que ello sirva de menoscabo al decisivo papel de los artistas gitanos en el desarrollo y preservación de este género. 
De todas las hipótesis sobre su origen, la tesis más extendida es la que expone el origen diverso desde los romances cantados castellanos hasta la música de los moriscos o la sefardí. El mestizaje cultural que por entonces se dio en Andalucía (oriundos, musulmanes, castellanos) así como la población africana (esclavos llegados a los puertos andaluces) y de la que provienen los instrumentos, posteriormente modificados como la guitarra española, propiciaron su creación. De hecho, ya existía en la región de Andalucía su germen mucho antes de que los gitanos llegaran, teniendo también en cuenta que había gitanos en otras regiones de España y de Europa, pero el flamenco fue únicamente cultivado por los que se encontraban en Andalucía.
En noviembre de 2010 la Unesco lo declaró Patrimonio Cultural Inmaterial de la Humanidad a iniciativa de las comunidades autónomas de Andalucía, Extremadura y Murcia. Además es Patrimonio Cultural Inmaterial Etnológico Andaluz y está inscrito en el Inventario General de Bienes Muebles de la Región de Murcia establecido por la Dirección General de Bellas Artes y Bienes Culturales. En la comunidad autónoma andaluza, se encuentra el Centro Andaluz de Documentación del Flamenco (CADF) que tiene su sede en Jerez de la Frontera, siendo una institución andaluza creada en 1987 e incorporada a la Consejería de Cultura de la junta de Andalucía en 1993, ubicada en el Palacio Pemartín de esta ciudad y dedicada a la recuperación, conservación, investigación y difusión del flamenco.
Su popularidad en Iberoamérica ha sido tal que en Argentina, Brasil, Costa Rica, Cuba, El Salvador, Guatemala, México, Panamá, Puerto Rico y Venezuela, han surgido diversas agrupaciones y academias. Su gran difusión y estudio en Chile ha permitido incluso la aparición de conocidas figuras nacionales, como los guitarristas Carlos Ledermann  y Carlos Pacheco Torres, el cual imparte una cátedra de Guitarra Flamenca en el Conservatorio Superior de Música Rafael Orozco de Córdoba. En Japón es tan popular que se dice que en ese país hay más academias de flamenco que en España. Asimismo, el flamenco ha adquirido especial relevancia en China, gracias a la apertura internacional del país asiático en los últimos años.

## Etimología
La palabra flamenco, referida al género artístico que se conoce bajo ese nombre, se remonta a mediados del siglo XIX. No hay certeza de su etimología, por lo que se han planteado varias hipótesis:

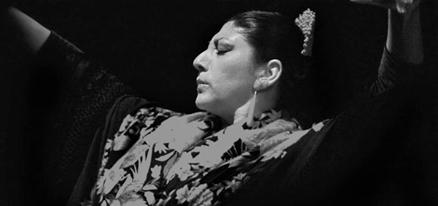
Manuela Carrasco, bailaora.

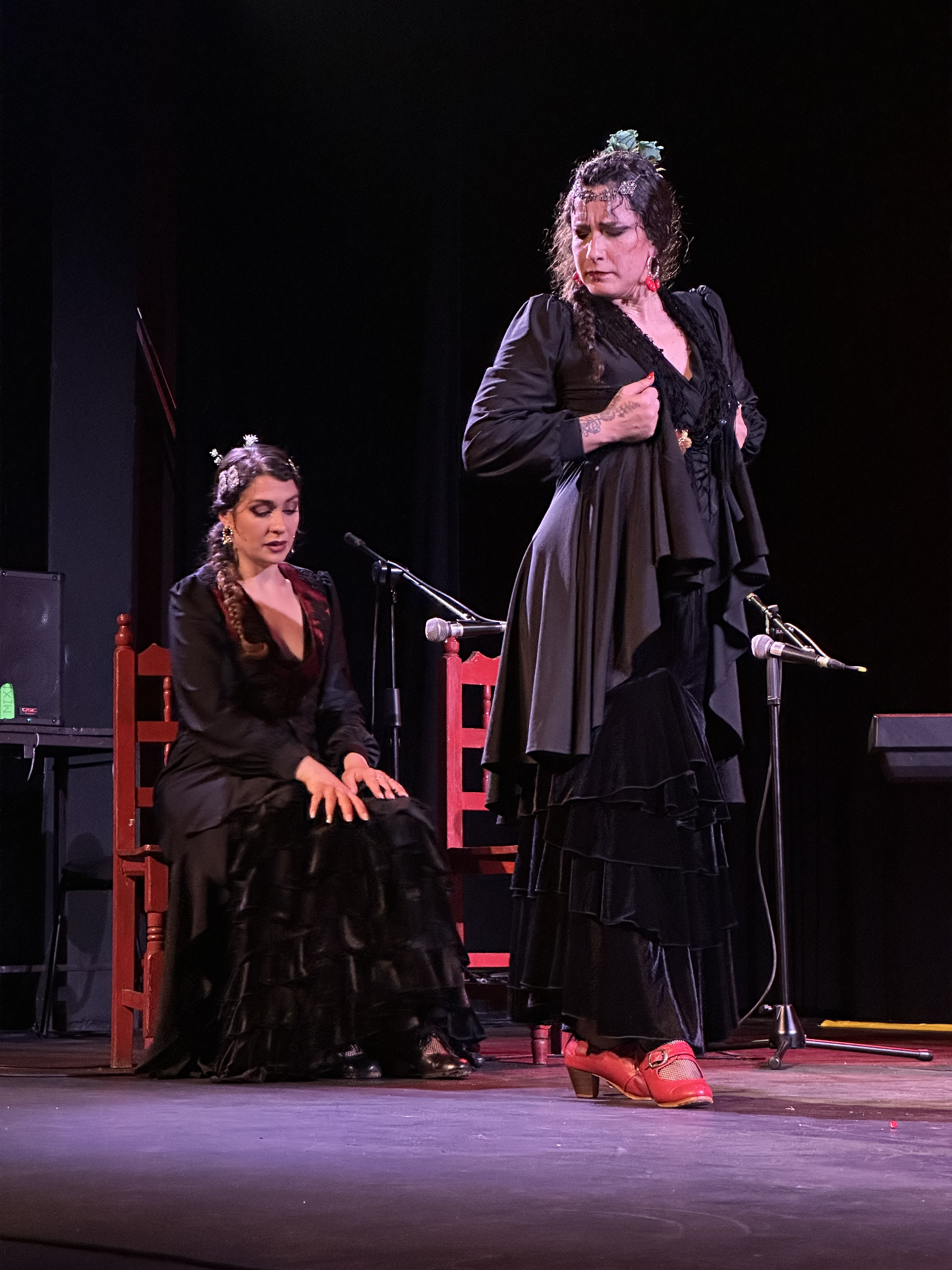
Lorena, bailaora mexicana

- Porque a los gitanos se les conoce también como flamencos: en 1881 Demófilo, en el primer estudio sobre el flamenco, argumentó que este género debe su nombre a que sus principales cultivadores, los gitanos, eran conocidos frecuentemente en Andalucía bajo dicha denominación.[18] En 1841 George Borrow en su libro Los Zíncali: Los gitanos de España ya había recogido esta denominación popular, lo que refuerza la argumentación de Demófilo.

Gitanos o egiptanos es el nombre dado en España tanto en el pasado como en el presente a los que en inglés llamamos gypsies, aunque también se les conoce como "castellanos nuevos", "germanos" y "flamencos"; [...] El nombre de "flamencos", con el que al presente son conocidos en diferentes partes de España,[...]

No se tiene certeza del motivo por el que los gitanos eran llamados "flamencos", sin embargo, hay numerosas noticias que apuntan hacia un origen jergal, situando al término "flamenco" dentro del léxico propio de la germanía. Esta teoría sostiene que "flamenco" deriva de
flamancia, palabra que proviene de "flama" y que en germanía se refiere al temperamento fogoso de los gitanos. En el mismo sentido el diccionario de la Real Academia Española dice que "flamenco" significa coloquialmente "chulo o insolente", siendo un ejemplo de ello la locución "ponerse flamenco". En un significado similar, el término "flamenco" es usado como sinónimo de "cuchillo" y de "gresca" o "algazara" por Juan Ignacio González del Castillo, en su sainete El soldado fanfarrón (ca. 1785). No obstante, Serafín Estébanez Calderón, que en sus Escenas andaluzas (1847) aporta las primeras descripciones de situaciones flamencas, no utilizó ese nombre para calificarlas.
- Por paralelismo con el ave zancuda del mismo nombre: algunas hipótesis relacionan el origen del nombre del género flamenco con las aves zancudas del mismo nombre. Una de ellas dice que el flamenco recibe esa denominación porque el aspecto y el lenguaje corporal de sus intérpretes recuerdan a dichas aves. Marius Schneider, en cambio, defiende que el origen del término puede estar en el nombre de estas aves, pero no en su parecido con el estilo de los bailaores sino en que el modo de mi, que es el predominante en el repertorio flamenco, se relaciona en la simbología medieval, entre otros animales, con el flamenco.[22]
- Porque su origen está en Flandes: otro número de hipótesis vinculan el origen del término con Flandes. Según Felipe Pedrell, el flamenco llegó a España desde esas tierras en la época de Carlos V, de ahí su nombre.[23] Algunos añaden que en los bailes que se organizaron para dar la bienvenida a dicho monarca se jaleaba con el grito de ¡Báilale al flamenco! Sin embargo, el término "flamenco" vinculado a la música y al baile surgió a mediados del siglo XIX, varios siglos después de ese hecho.
- Por ser la música de los "fellah min gueir ard", los campesinos moriscos sin tierra: según el notario y político Blas Infante, el término "flamenco" proviene de la expresión andalusí fellah min gueir ard (فلاح من غير أرض), que significa "campesino sin tierra". Según él, muchos moriscos se integraron en las comunidades gitanas, con las que compartían su carácter de minoría étnica al margen de la cultura dominante. Infante supone que en ese caldo de cultivo debió surgir el cante flamenco, como manifestación del dolor que ese pueblo sentía por la aniquilación de su cultura.[24] Sin embargo, Blas Infante no aporta fuente histórica documental alguna que avale esta hipótesis. No obstante, el Padre García Barriuso también considera que el origen de la palabra flamenco pudiera estar en la expresión árabe usada en Marruecos fellah-mangu, que significa "los cantos de los campesinos".[25] Asimismo, Luis Antonio de Vega aporta las expresiones felahikum y felah-enkum, que tienen el mismo significado.[26]

### Cante jondo
Según el diccionario de la RAE, el "cante jondo" es "el más genuino cante andaluz, de profundo sentimiento". Este diccionario recoge como equivalentes las locuciones "cante jondo" o "cante hondo", lo que avala que el término "jondo" no es más que la forma dialectal andaluza de la palabra "hondo", con su característica aspiración de la h proveniente de f inicial. Sin embargo, Máximo José Kahn llegó a sostener que el término "jondo" procede de la locución hebrea "jom-tob" o "yom-tob", desinencia de algunos cantos sinagogales. Según 
García Matos e Hipólito Rossy, no todo cante flamenco es cante jondo. Manuel de Falla consideraba que el cante jondo era el cante antiguo, mientras que el cante flamenco era el moderno.
El cante jondo es una forma profunda y emotiva del flamenco, una expresión musical originaria de Andalucía, España. Se caracteriza por su intensidad emocional y su conexión con las experiencias más profundas de la vida. El cante jondo aborda temas como el amor, la pérdida, el sufrimiento y la pasión, y a menudo se realiza con un estilo vocal melancólico y apasionado. Este género es conocido por transmitir una gama de emociones fuertes y auténticas, convirtiéndolo en una manifestación artística única y conmovedora.

## Distinción entre flamenco y folclore andaluz

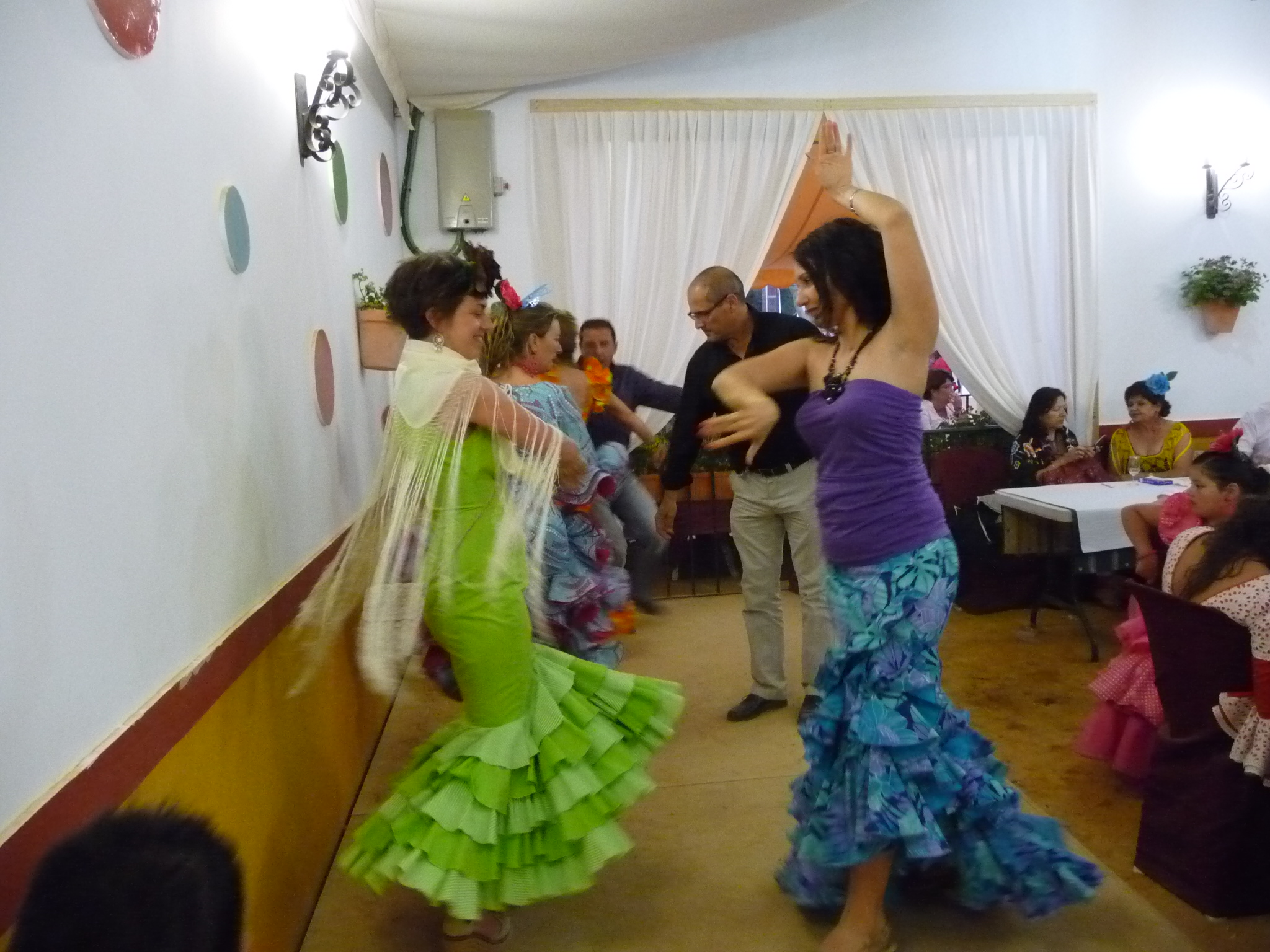
Baile por sevillanas.

El estilo flamenco se fue configurando durante el siglo XIX, sobre el sustrato de la música y la danza tradicionales de Andalucía, cuyos orígenes son antiguos y diversos. Sin embargo, el flamenco no es el folclore de Andalucía (compuesto por seguiriyas, sevillanas, fandangos, verdiales, trovos, el chacarrá, el vito...), sino un género artístico fundamentalmente escénico.
El flamenco y el folclore andaluz son dos expresiones musicales distintas, aunque comparten ciertas raíces culturales. El flamenco es un género musical y artístico que se originó en Andalucía, destacando por su profunda expresión emocional y su conexión con la vida cotidiana y las experiencias personales. Incluye diferentes formas, como el cante (canto), el toque (guitarra) y el baile.
Por otro lado, el folclore andaluz abarca una variedad más amplia de expresiones culturales, no limitándose solo a la música. Incluye tradiciones, danzas, costumbres y manifestaciones artísticas propias de la región de Andalucía. El folclore andaluz es un conjunto diverso de expresiones culturales que reflejan la rica historia y la mezcla de influencias culturales en la región.
En ningún momento de su historia ha pasado el flamenco de ser una música interpretada por minorías, con mayor o menor difusión. El surgimiento de los cantaores profesionales y la transformación de los cantos populares por parte de los gitanos, hicieron que su estilo se alejara considerablemente de las tonadas tradicionales.
Aun así, el flamenco se considera un atractivo turístico de primer orden para Andalucía, tanto como espectáculo como arte para su estudio, incluso como doctorado, experto universitario o materia de diplomatura universitaria. También se entregan premios a la investigación en flamenco.

## Historia
Se cree que el género flamenco surgió a finales del siglo XVIII en ciudades y villas agrarias de la Baja Andalucía, destacando Jerez de la Frontera como primer vestigio escrito de este arte, aunque prácticamente no hay datos relativos a esas fechas y las manifestaciones de esta época son más propias de la escuela bolera que del flamenco. Existen hipótesis que apuntan a la influencia en el flamenco de tipos de baile provenientes del subcontinente indio —lugar de origen del pueblo gitano— como es el caso del kathak, si bien no hay que olvidar que el puente cultural entre ambos es la cultura árabe y sus complicadas matemáticas aplicadas al trabajo de pies. El documental Gurumbé, canciones de tu memoria negra, muestra la influencia africana en los ritmos y coreografías del flamenco.

### El casticismo
En 1783 Carlos III promulgó una pragmática que regulaba la situación social de los gitanos. Esto fue un hecho trascendental en la historia de los gitanos españoles que, tras siglos de marginación y persecuciones, vieron cómo su situación jurídica mejoraba sustancialmente.
Tras la Guerra de Independencia Española (1808-1812) se desarrolló en la conciencia española un sentimiento de orgullo racial, que contrapone al ilustrado afrancesado la fuerza telúrica del majo, arquetipo del individualismo, la gracia y el casticismo. En ese ambiente triunfa la moda cañí, pues el casticismo ve en el gitano un modelo ideal de ese individualismo. La eclosión de las escuelas taurinas de Ronda y Sevilla, el auge del bandolerismo y la fascinación por lo andaluz manifestada por los viajeros románticos europeos, fueron conformando el costumbrismo andaluz, que triunfó en la corte madrileña.
En esta época existe constancia de desavenencias por la introducción de innovaciones en el arte.

### Los cafés cantantes

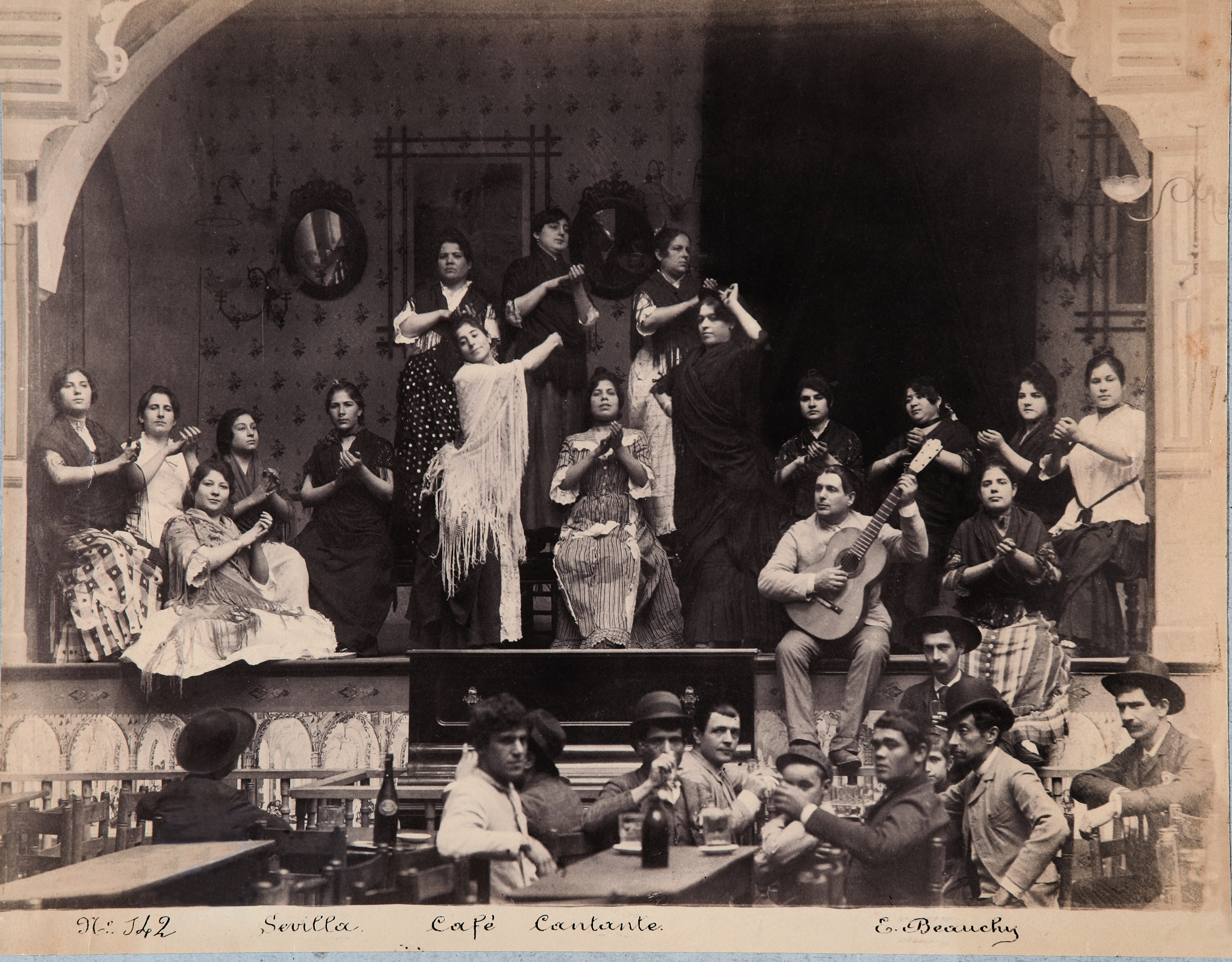
Café cantante, en Sevilla hacia 1888. Fotografía de Emilio Beauchy.

Los cafés cantantes eran locales nocturnos donde los espectadores podían beber copas a la vez que disfrutaban de espectáculos musicales. En ellos frecuentemente se producían desmanes de todo tipo, por lo que la mayoría de la población vivía de espaldas a ellos.[cita requerida]
Según publicó en sus memorias el cantaor Fernando el de Triana, ya en 1842 existía un café cantante en Sevilla, que se volvió a inaugurar en 1847 bajo el nombre de Los Lombardos, como la ópera de Verdi. Sin embargo, por aquel entonces los distintos cantes e intérpretes estaban bastante desconectados entre sí. En 1881 Silverio Franconetti, cantaor de extenso repertorio y grandes dotes artísticas, abrió en Sevilla el primer café cantante flamenco. En el café de Silverio los cantaores estaban en un ambiente muy competitivo, pues al propio Silverio le gustaba retar en público a los mejores cantaores que pasaban por su café.
La moda de los cafés cantantes permitió el surgimiento del cantaor profesional y sirvió de crisol donde se configuró el arte flamenco. En ellos los no-gitanos aprendían los cantes de los gitanos, mientras que estos reinterpretaban a su estilo los cantes folclóricos andaluces, ampliándose el repertorio. Asimismo, el gusto del público contribuyó a configurar el género flamenco, unificándose su técnica y su temática.

### El antiflamenquismo de la generación del 98
El flamenquismo, definido por la Real Academia Española como la "afición al arte y a las costumbres flamencas", es un cajón de sastre conceptual donde caben el cante flamenco y la afición a los toros, entre otros elementos castizos españoles. Estas costumbres fueron fuertemente atacadas por la generación del 98, siendo todos sus miembros "antiflamenquistas", a excepción de los hermanos Machado, pues Manuel y Antonio, al ser sevillanos e hijos del folclorista Demófilo, tenían una visión más compleja del asunto.
El mayor portaestandarte del antiflamenquismo fue el escritor madrileño Eugenio Noel, quien, en su juventud, había sido un casticista militante. Noel atribuyó al flamenco y la tauromaquia el origen de los males de España. A su entender, la ausencia de estas manifestaciones culturales en los modernos estados europeos parecía traducirse en un mayor desarrollo económico y social. Estas consideraciones hicieron que se estableciera durante décadas una grieta insalvable entre el flamenco y la mayor parte de la intelectualidad.

### La ópera flamenca
Entre 1920 y 1955 los espectáculos flamencos pasaron a ser celebrados en plazas de toros y teatros, bajo el nombre de "Ópera flamenca". Esta denominación era una estrategia económica de los promotores, pues la ópera solo tributaba el 3 % mientras que los espectáculos de variedades pagaban un 10 %. En esta época los espectáculos flamencos se extendieron por toda España y por las principales ciudades del mundo. El gran éxito social y comercial alcanzado por el flamenco en esta época eliminó de los escenarios algunos de los palos más antiguos y sobrios, en favor de aires más ligeros, como las cantiñas, los cantes de ida y vuelta y, sobre todo, los fandangos, de los que se crearon muchas versiones personales. La crítica purista atacó esa livianización de los cantes, así como el uso del falsete y el vulgar estilo gaitero.
Aunque las primeras referencias documentadas de ópera flamenca datan de 1926 en la prensa, el investigador granadino Antonio Conde González-Carrascosa localizó una noticia de 1902 en la que ya se hablaba de cante flamenco, baile flamenco y ópera flamenca.
En la línea del purismo, el poeta Federico García Lorca y el compositor Manuel de Falla tuvieron la idea de convocar un concurso de cante jondo en Granada en 1922. Ambos artistas concebían el flamenco como folclore, no como género artístico escénico; por ello, sentían preocupación, pues creían que el triunfo masivo del flamenco acabaría con sus raíces más puras y hondas. Para remediarlo organizaron un concurso de cante jondo en que solo podían participar aficionados y en que se excluían los cantes festeros (como las cantiñas), que Falla y Lorca no consideraban jondos, sino flamencos. El jurado fue presidido por Antonio Chacón, que por entonces era primera figura del cante. Los ganadores fueron "El Tenazas", un cantaor profesional retirado de Morón de la Frontera, y Manuel Ortega, un niño sevillano de ocho años que pasaría a la historia del flamenco como Manolo Caracol. El concurso resultó un fracaso debido el escaso eco que tuvo y porque Lorca y Falla no supieron entender el carácter profesional que por entonces ya tenía el flamenco, afanándose en balde en buscar una pureza que nunca existió en un arte que se caracterizaba por la mezcolanza y la innovación personal de sus creadores. Al margen de ese fracaso, con la generación del 27, cuyos miembros más eminentes eran andaluces y por tanto conocedores de primera mano del género, comenzó el reconocimiento del flamenco por los intelectuales.
Ya en aquella época existen grabaciones flamencas relacionadas con la Navidad, que se pueden dividir en dos grupos: el villancico tradicional aflamencado y cantes flamencos que adaptan sus letras a la temática navideña. Estos cantes se han mantenido hasta nuestros días, siendo espacialmente representativa la Zambomba Jerezana, declarada Bien de Interés Cultural Inmaterial por la Junta de Andalucía en diciembre de 2015.
Durante la Guerra Civil Española se exiliaron o murieron un gran número de cantaores defendiendo a la República y las vejaciones a las que estaban siendo sometidos por el Bando Nacional: Corruco de Algeciras, Chaconcito, El Carbonerillo, El Chato De Las Ventas, Vallejito, Rita la Cantaora, Angelillo, Manuel González López (más conocido como El Guerrita son alguno de ellos. En la posguerra y los primeros años del Franquismo, se miró con recelo al mundo del flamenco, pues las autoridades no tenían claro que dicho género contribuyera a la conciencia nacional. Sin embargo, el régimen pronto acabó adoptando el flamenco como una de las manifestaciones culturales españolas por antonomasia. Los cantaores que han sobrevivido a la guerra pasan de estrellas a casi parias, cantando para los señoritos en los reservados de los prostíbulos del centro de Sevilla, donde tienen que adaptarse a las veleidades de aristócratas, militares y empresarios que se han enriquecido.
En suma, el periodo de la Ópera Flamenca fue una época abierta a la creatividad y que conformó definitivamente la mayor parte del repertorio flamenco. Fue la Edad de Oro de este género, con figuras como Antonio Chacón, Manuel Vallejo, Manuel Torre, La Niña de los Peines, Pepe Marchena y Manolo Caracol.

### El nacimiento de la flamencología

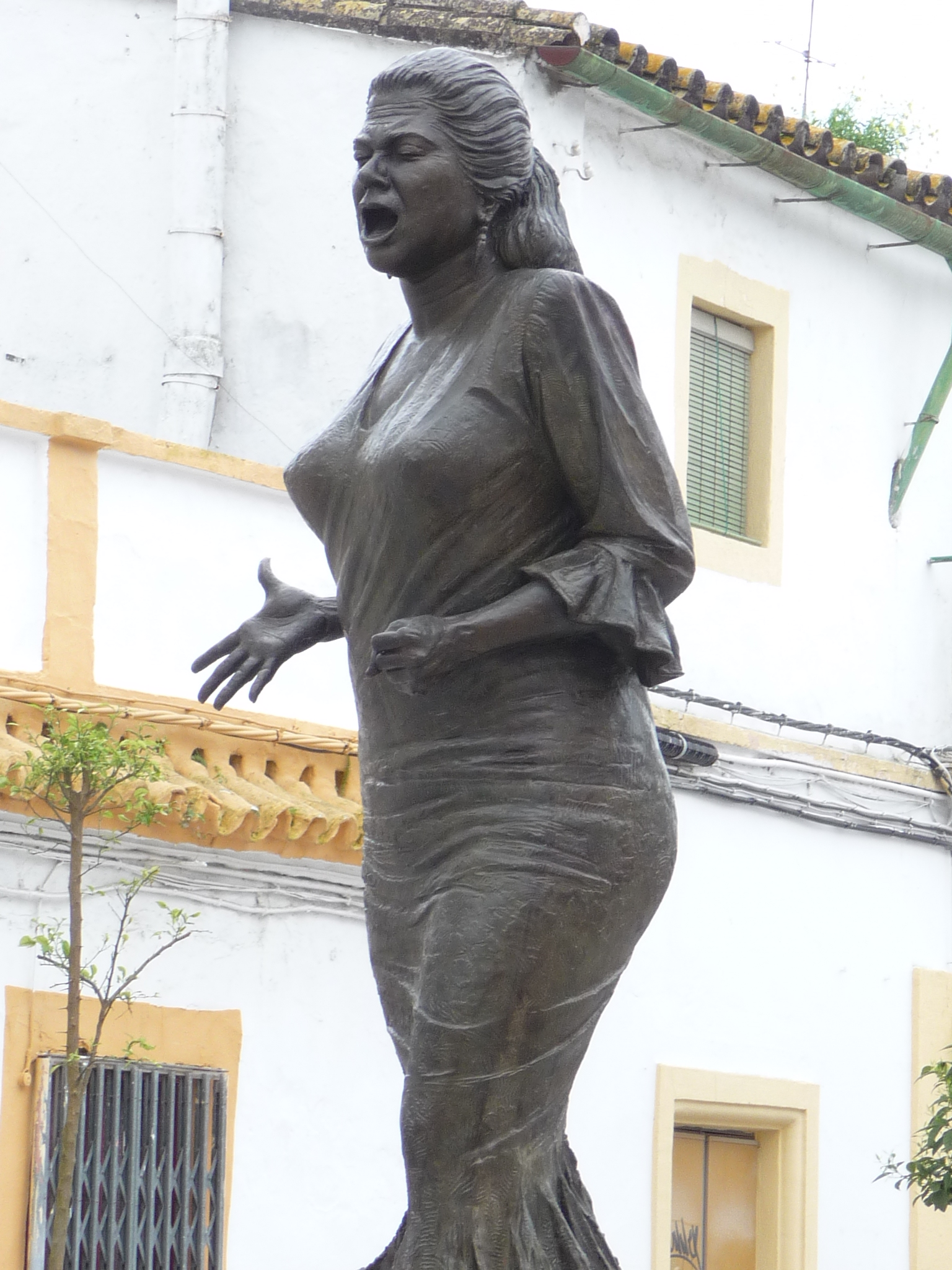
Monumento a La Paquera de Jerez.

A partir de la década de 1950 empezaron a publicarse abundantes estudios antropológicos y musicológicos sobre el flamenco. En 1954 Hispavox publicó la primera Antología del Cante Flamenco, grabación sonora que fue un gran revulsivo en su época, dominada por el cante orquestado y, en consecuencia, mistificado. En 1955 el intelectual argentino Anselmo González Climent, publicó un ensayo llamado Flamencología, cuyo título bautizó al "conjunto de conocimientos, técnicas, etc., sobre el cante y el baile flamencos". Este libro dignificó el estudio del flamenco al aplicarle la metodología académica propia de la musicología y sirvió de base a los posteriores estudios sobre dicho género.
Como consecuencia, en 1956 se organizó el I Concurso Nacional de Cante Jondo de Córdoba y en 1958 se fundó en Jerez de la Frontera la primera Cátedra de Flamencología, la más antigua institución académica dedicada al estudio, la investigación, conservación, promoción y defensa del arte flamenco. Asimismo, en 1963 el poeta cordobés Ricardo Molina y el cantaor sevillano Antonio Mairena publicaron al alimón Mundo y Formas del Cante Flamenco, convertida en obra de referencia obligada. Con un lenguaje sencillo, el libro describe la variedad de palos y estilos, y narra la historia del cante, defendiendo que el flamenco fue obra exclusiva de los gitanos, que lo mantuvieron en intimidad hasta que hicieron de él su profesión. Asimismo el libro diferencia entre el cante grande (meramente gitano) y el cante chico (aflamencamiento de las tonadas folclóricas andaluzas y coloniales). Por lo tanto, la obra de Molina y Mairena introdujo en la flamencología la "tesis gitanista" y el "neojondismo" como líneas de investigación.
Durante mucho tiempo los postulados mairenistas se tuvieron prácticamente por incuestionables, hasta que encontraron respuesta en otros autores que elaboraron la "tesis andalucista", que defendía que el flamenco era un producto genuinamente andaluz, pues se había desarrollado íntegramente en esta región y porque sus palos básicos derivaban del folclore de Andalucía. Asimismo mantenían que los gitanos andaluces habían contribuido determinantemente en su formación, poniendo de manifiesto la excepcionalidad del flamenco entre la música y las danzas gitanas de otras partes de España y Europa. La unificación de la tesis gitanista y la andalucista ha acabado por ser la más aceptada hoy en día. En resumen, entre los años 1950 y 1970, el flamenco pasó de ser un mero espectáculo para convertirse además en objeto de estudio.

### Flamenco protesta durante el franquismo
El flamenco se convirtió en uno de los símbolos de la identidad nacional española durante el franquismo, ya que el régimen supo apropiarse de un folclore tradicionalmente asociado con Andalucía para promover la unidad nacional y atraer al turismo, constituyendo lo que se denominó como nacional-flamenquismo. De ahí que el flamenco hubiera sido visto por mucho tiempo como un elemento reaccionario o retrógrado. A mediados de los 60 y hasta la transición comenzaron a aparecer cantaores que se oponían al régimen con el uso de letras reivindicativas. Entre estos se pueden contar: José Menese y el letrista Francisco Moreno Galván, Enrique Morente, Manuel Gerena, El Lebrijano, El Cabrero, Lole y Manuel, el Piki o Luis Marín, entre muchos otros. 
En contraposición a este conservadurismo con el que se asocia durante el franquismo, el flamenco sufrió el influjo de la ola de activismo que agitó también la universidad contra la represión del régimen cuando los universitarios entraron en contacto con este arte en los recitales que se hacían, por ejemplo, en el Colegio Mayor de San Juan Evangelista: “aficionados y profesionales del flamenco se involucraron realizando actuaciones de carácter manifiestamente político. Fue una suerte de flamenco protesta cargado de contestación, que supuso censura y represión para los activistas flamencos”.
Conforme transcurrió la transición política, las reivindicaciones se fueron desinflando a medida que el flamenco se insertó dentro de los flujos del arte globalizado. Al mismo tiempo, este arte se fue institucionalizando hasta llegar al punto de que la Junta de Andalucía se atribuyó en 2007 “la competencia exclusiva en materia de conocimiento, conservación, investigación, formación, promoción y difusión”.

### La fusión flamenca

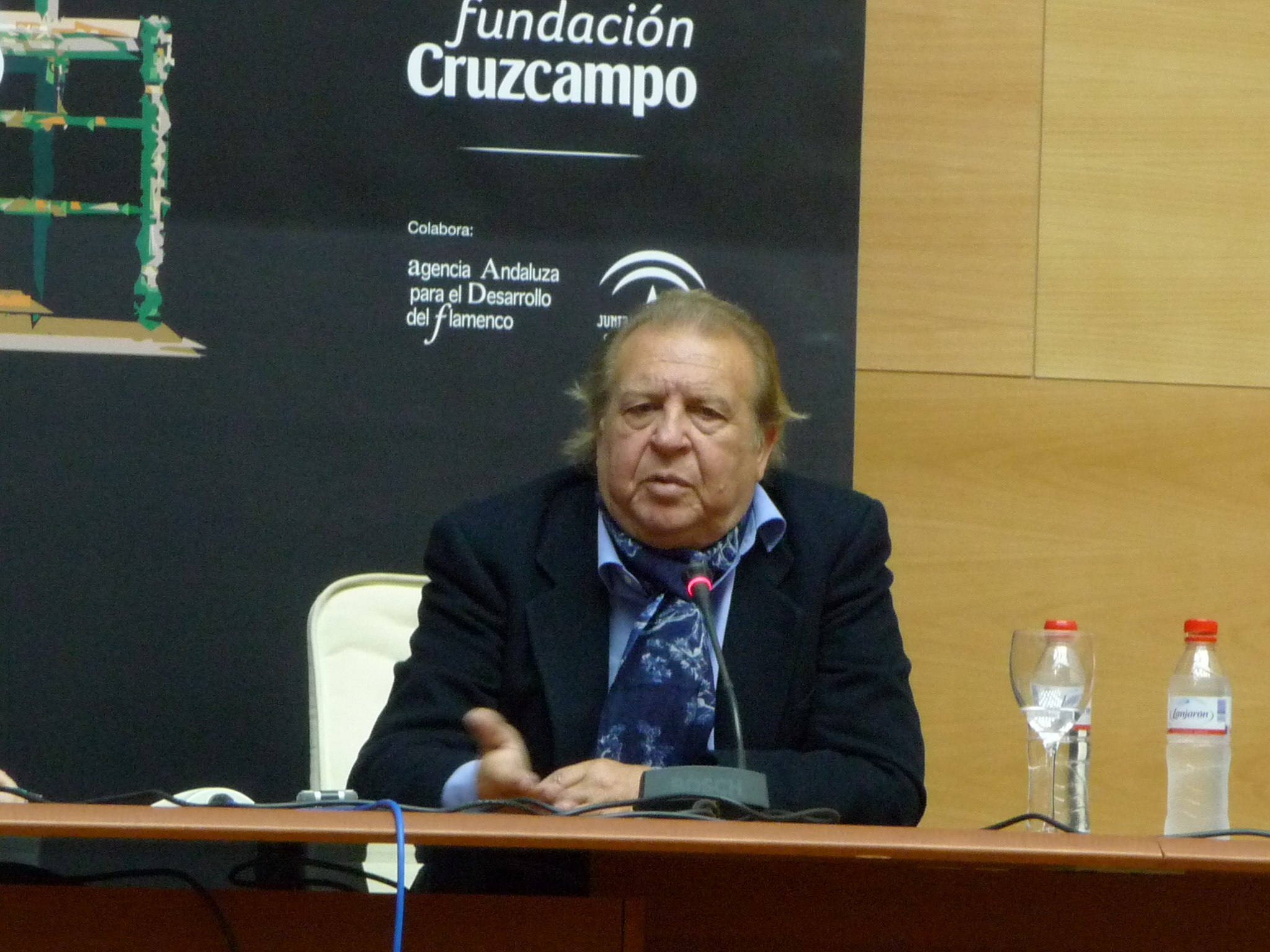
El Lebrijano.

En la década de 1970, en España se respiraban aires de cambio social y político, y la sociedad española ya estaba bastante influida por diversos estilos musicales venidos del resto de Europa y de los Estados Unidos. Asimismo, existían numerosos cantaores que habían crecido escuchando a Antonio Mairena, Pepe Marchena y Manolo Caracol. La combinación de ambos factores desembocó en un período revolucionario llamado Fusión Flamenca.

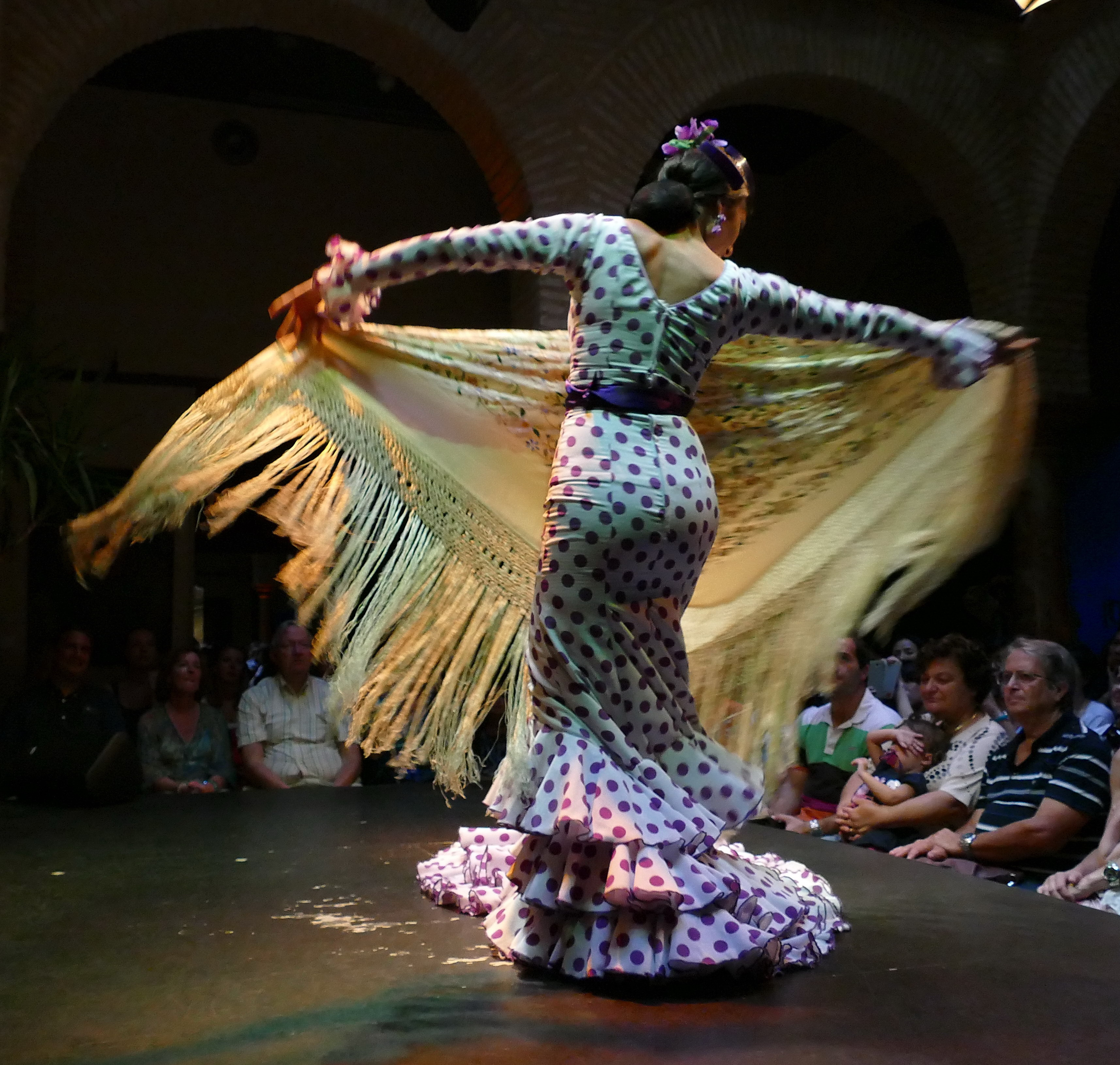
En el museo del baile flamenco de Sevilla 2014.

La cantante Rocío Jurado internacionalizó el flamenco a principios de la década de los 70, sustituyendo la bata de cola por vestidos de noche. Su faceta en los "Fandangos de Huelva" y en las Alegrías fue reconocida a nivel internacional por su perfecta tesitura de voz en estos géneros. Solía ir acompañada en sus conciertos por los guitarristas Enrique de Melchor y Tomatito, no solo a nivel nacional sino en países como Colombia, Venezuela y Puerto Rico.
El representante musical José Antonio Pulpón fue un personaje decisivo en esa fusión, pues instó al cantaor Agujetas a colaborar con el grupo sevillano de rock andaluz Smash, la pareja más revolucionaria desde Antonio Chacón y Ramón Montoya, iniciando un nuevo camino para el flamenco. Asimismo propició la unión artística entre el virtuoso guitarrista algecireño Paco de Lucía y el largo cantaor isleño Camarón de la Isla, quienes dieron un impulso creativo al flamenco que supondría su definitiva ruptura con el conservadurismo de Mairena. Cuando ambos artistas emprendieron sus carreras en solitario, Camarón se convirtió en un cantaor mítico por su arte y su personalidad, con legión de seguidores, mientras que Paco de Lucía reconfiguró todo el mundo musical del flamenco, abriéndose a nuevas influencias, como la música brasileña, árabe y jazz e introduciendo nuevos instrumentos musicales como el cajón peruano, la flauta travesera, etc.
Otros intérpretes destacados en este proceso de renovación formal del flamenco fueron Juan Peña El Lebrijano, quien maridó el flamenco con la música andalusí, y Enrique Morente, quien a lo largo de su dilatada carrera artística ha basculado entre el purismo de sus primeras grabaciones y el mestizaje con el rock, o la trianera Remedios Amaya, cultivadora de un estilo de tangos extremeños único, y cuya pureza en su cante la hacen estar en este selecto grupo de artistas consagrados.
En 2011 se dio a conocer este estilo en la India gracias a María del Mar Fernández, que actúa en el videoclip de presentación de la película Sólo se vive una vez, titulada Señorita. El film fue visto por más de 73 millones de espectadores.

### El nuevo flamenco

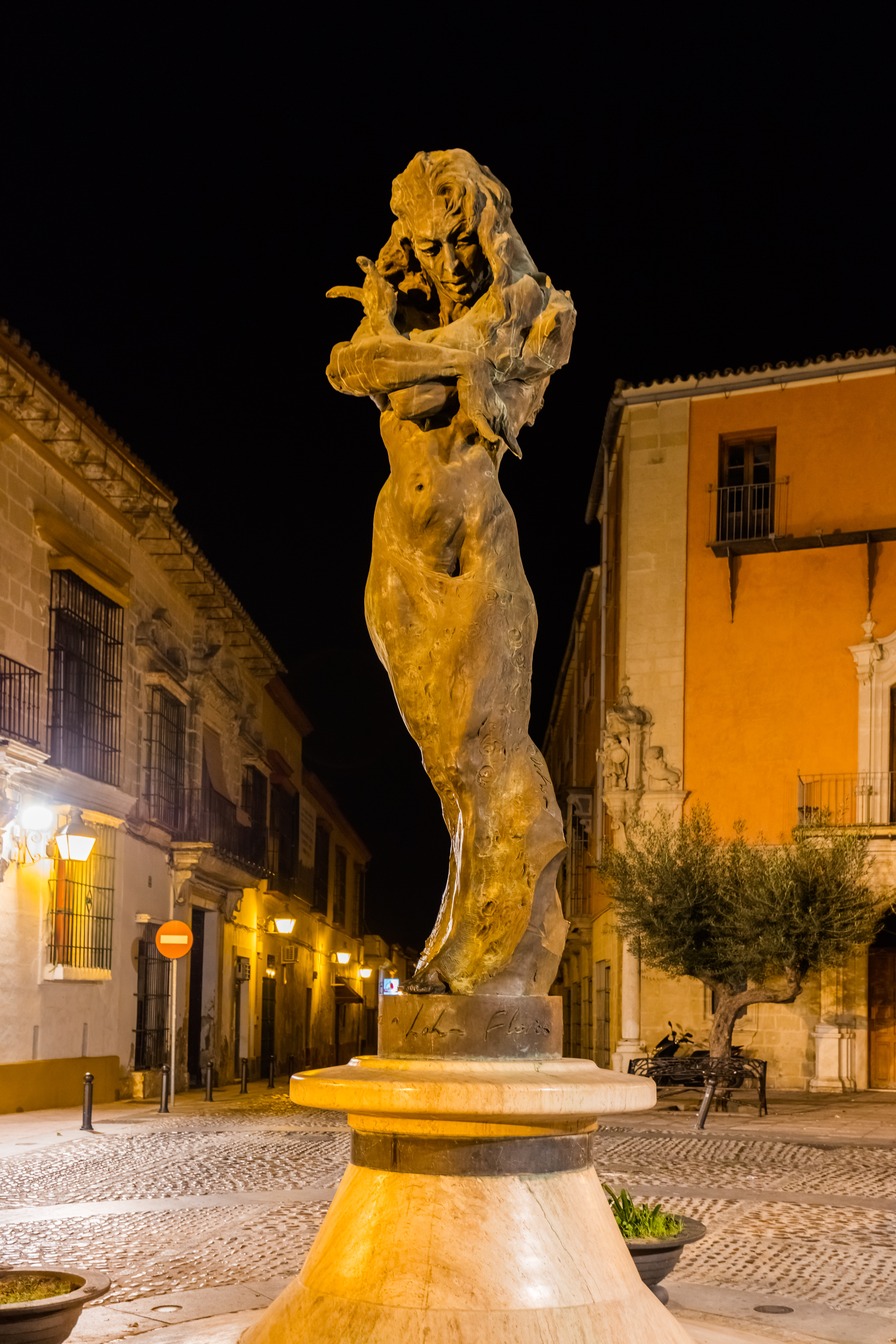
Monumento a Lola Flores, San Miguel, Jerez de la Frontera, Andalucía, España.

En los años 1980 surgió una nueva generación de artistas flamencos que ya han recibido la influencia de Camarón, Paco de Lucía, Morente, etc. Estos artistas tenían un mayor interés por la música popular urbana que en aquellos años estaba renovando el panorama musical español, era la época de la Movida madrileña. Entre ellos destacan Pata Negra, que fusionaron el flamenco con el blues y el rock, Ketama, o La Barbería del Sur de inspiración pop y cubana y Ray Heredia, creador de un universo musical propio donde el flamenco ocupa un lugar central.
A finales de esa década y durante toda la siguiente la fonográfica Nuevos Medios lanzó a muchos músicos bajo la etiqueta Nuevo flamenco, abusándose de la etiqueta "flamenco" con fines estrictamente comerciales. Así, esta denominación ha agrupado a músicos muy distintos entre sí, tanto intérpretes de flamenco orquestado, como músicos de rock, pop o música cubana cuya única vinculación con el flamenco es el parecido de su técnica vocal con la de los cantaores, sus orígenes familiares o su procedencia gitana; ejemplos de estos casos pueden ser Rosario Flores, hija de Lola Flores, o la reconocida cantante Malú, sobrina de Paco de Lucía e hija de Pepe de Lucía, que pese a simpatizar con el flamenco y mantenerlo en su discografía ha continuado con su estilo personal y se ha mantenido en la industria musical por sus propios méritos. Por lo demás, se salen de cualquier estructura flamenca clásica, habiendo desaparecido todo rastro del compás, modos tonales y de las estructuras melódicas propias de los palos.
Sin embargo, el hecho de que muchos de los intérpretes de esa nueva música sean además reconocidos cantaores, caso de José Mercé, El Cigala y otros, ha propiciado etiquetar como flamenco todo lo que ellos interpretan, aunque el género de sus canciones difiera bastante del flamenco clásico. En cambio, otros artistas contemporáneos, como los grupos O'Funkillo y Ojos de Brujo, siguiendo la senda de Diego Carrasco, emplean estilos musicales no flamencos, pero respetando el compás o estructura métrica de ciertos palos tradicionales. Asimismo existen cantaores enciclopédicos como Arcángel, Miguel Poveda, Mayte Martín, Guillermo Cano, Matías López El Mati, Marina Heredia, Estrella Morente o Manuel Lombo que, sin renunciar a los beneficios artísticos y económicos de la fusión y del nuevo flamenco, mantienen en sus interpretaciones un mayor peso de lo flamenco concebido en el sentido más clásico del término, lo que supone un significativo regreso a los orígenes. 

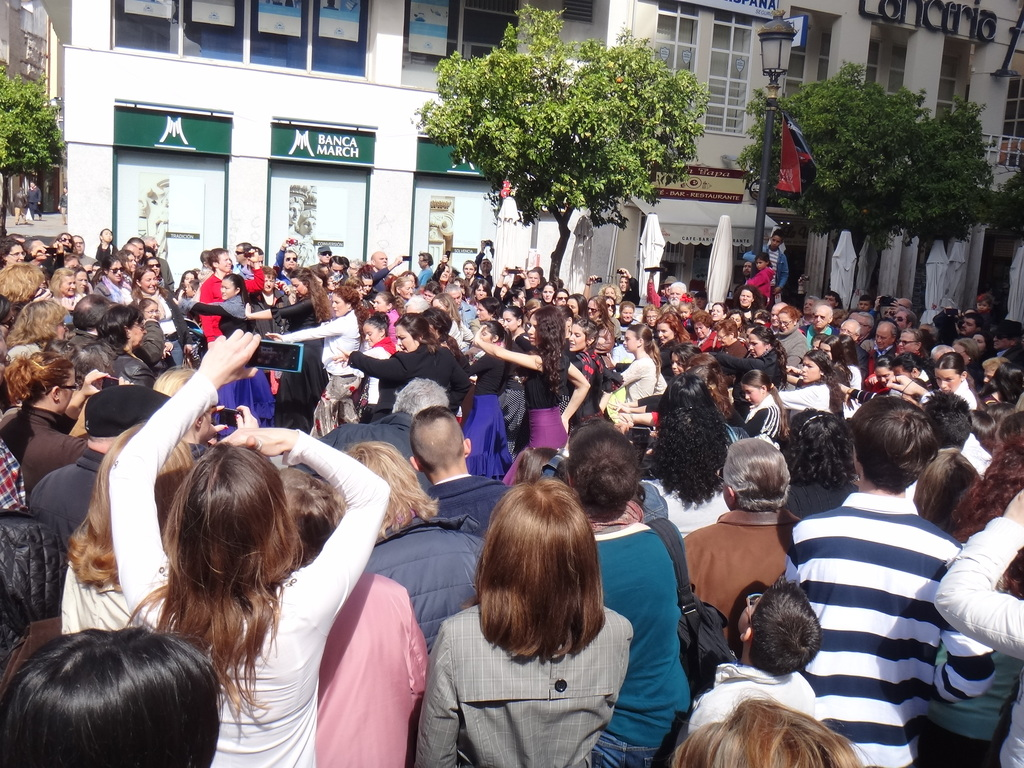
Flashmob flamenco.

La implicación de los poderes públicos españoles en la promoción del flamenco es cada día mayor. En este sentido existe la Agencia Andaluza para el Desarrollo del Flamenco, dependiente de la Consejería de Cultura de la Junta de Andalucía y actualmente se construye en Jerez de la Frontera la Ciudad del Flamenco, que albergará el Centro Nacional de Arte Flamenco, dependiente del Ministerio de Cultura y que pretenderá canalizar y ordenar las iniciativas sobre dicho arte. Así mismo, la comunidad autónoma andaluza está estudiando incorporarlo en sus planes formativos obligatorios.
Otro aspecto a destacar es la paulatina incorporación de la mujer al mundo flamenco. Tras una época en que a las grandes voces femeninas sólo se les permitía canta en privado, está surgiendo una nueva generación de artistas que arropadas por otras veteranas "de peso" están ganándose los escenarios.

## Cante

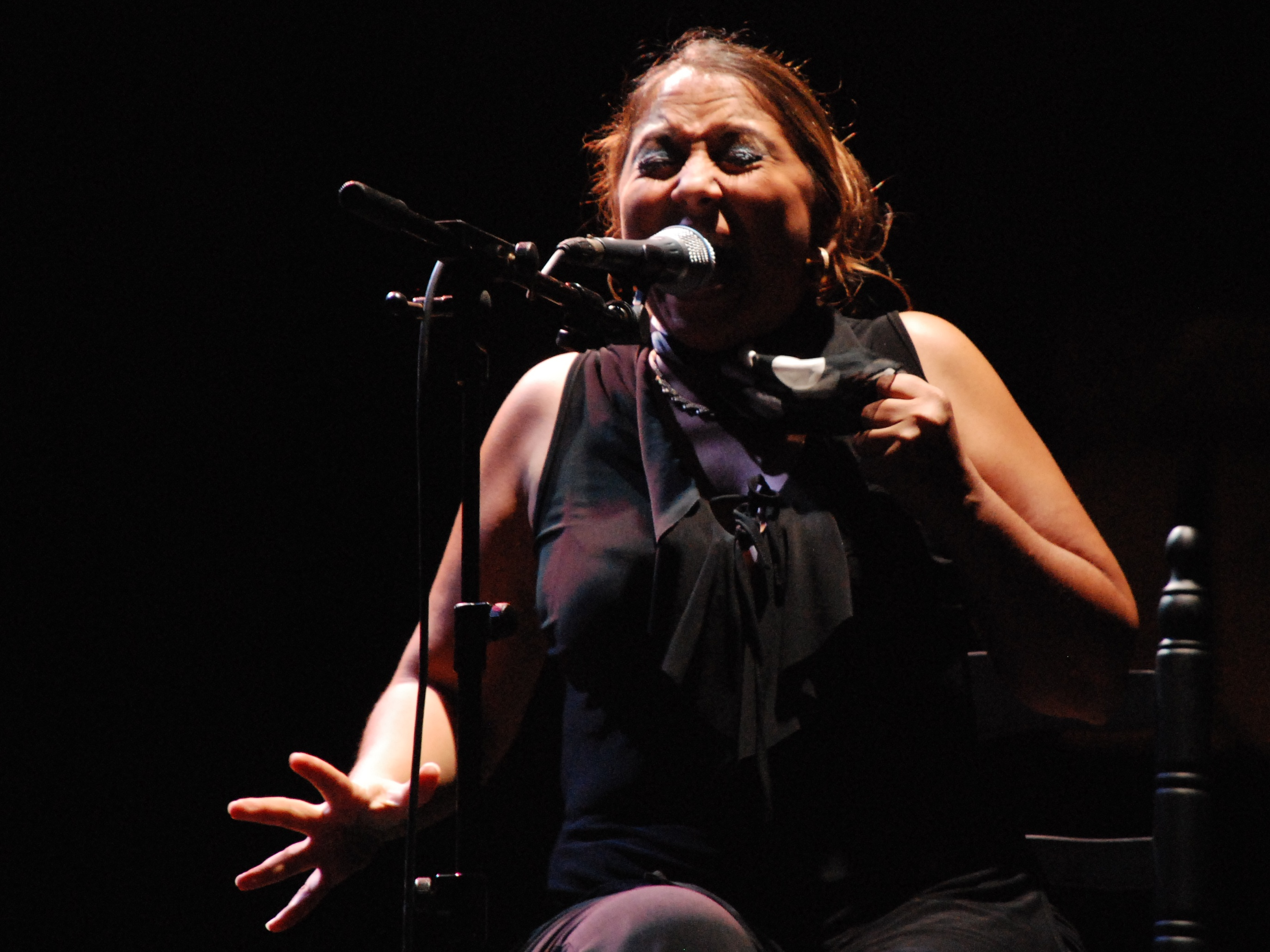
La cantaora Montse Cortés.

Según la Real Academia Española, se denomina "cante" a la "acción o efecto de cantar cualquier canto andaluz", definiendo "cante flamenco" como "el canto andaluz agitanado" y el cante jondo como "el canto más genuino andaluz, de profundo sentimiento". Al intérprete de cante flamenco se le llama cantaor en vez de cantante, con la pérdida de la de intervocálica característica del dialecto andaluz.
El galardón más importante del cante flamenco es probablemente la Llave de Oro del Cante, que ha sido concedida en cinco ocasiones a: El Nitri, Manuel Vallejo, Antonio Mairena, Camarón de la Isla y Fosforito.

## Toque

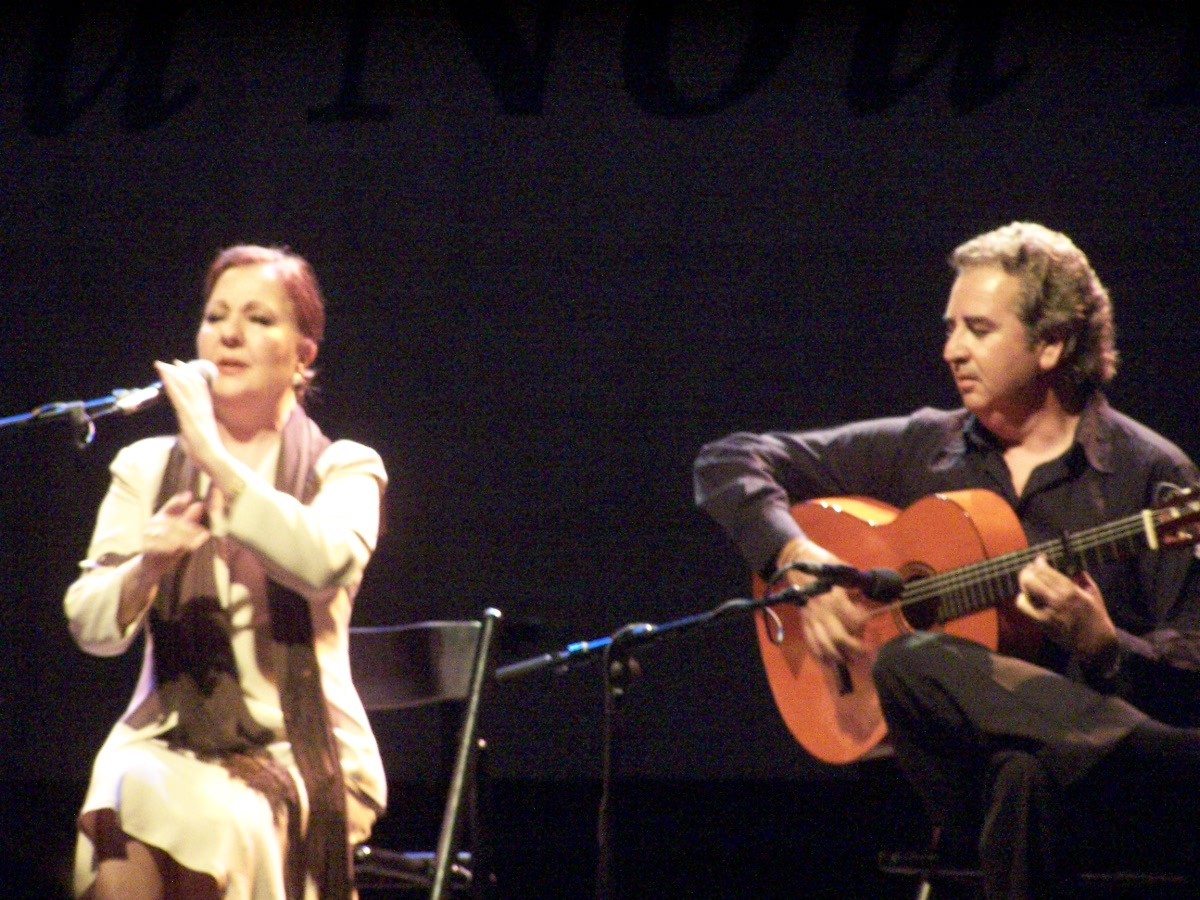
La cantaora Carmen Linares y el tocaor Paco Cortés, 2005.

La postura y la técnica de los guitarristas flamencos, llamados tocaores, difieren de las usadas por los intérpretes de guitarra clásica. Mientras el guitarrista clásico apoya la guitarra sobre su pierna izquierda de forma inclinada, el guitarrista flamenco suele cruzar las piernas y apoyarla sobre la que se encuentra más elevada, colocando el mástil en una posición casi horizontal con respecto al suelo. Los tocaores modernos suelen utilizar guitarras clásicas, aunque existe un instrumento específico para este género llamado guitarra flamenca. Esta es menos pesada, y su caja es más estrecha que la de la guitarra clásica, por lo que su sonoridad es menor y no eclipsa al cantaor. Por lo general suele hacerse de madera de ciprés, con el mango de cedro y la tapa de abeto. El ciprés le da una sonoridad brillante muy adecuada para las características del flamenco. Antiguamente también se usaba el palo santo de Río o de la India, siendo el primero de más calidad, pero actualmente está en desuso debido a su escasez. El palo santo otorgaba a las guitarras una amplitud de sonido especialmente adecuada para el toque solista. En la actualidad, el clavijero más utilizado es el de metal, ya que el de madera plantea problemas de afinación.
Los principales guitarreros fueron  Antonio de Torres Jurado (Almería, 1817-1892) considerado el padre de la guitarra, Manuel Ramírez de Galarreta, el Gran Ramírez (Madrid, 1864-1920), y sus discípulos Santos Hernández (Madrid, 1873-1943), que construyó varias guitarras para el maestro Sabicas, Domingo Esteso y Modesto Borreguero. Asimismo destacan los Hermanos Conde, Faustino (1913-1988), Mariano (1916-1989) y Julio (1918-1996), sobrinos de Domingo Esteso, cuyos hijos y herederos continúan la saga.

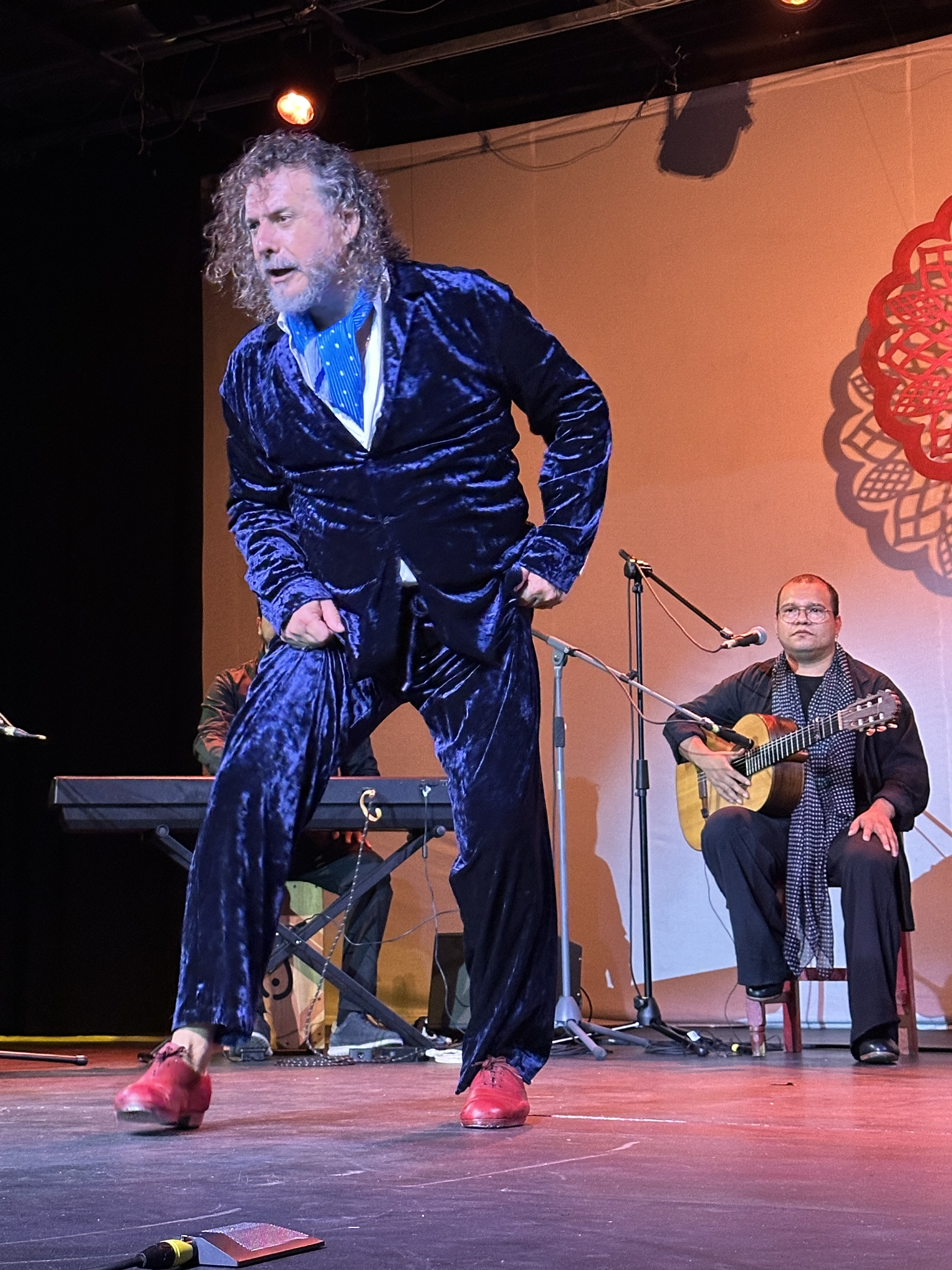
Torombo y el tocaor Israel en Xalapa, México

Los tocaores usan la técnica del alzapúa, el picado, el rasgueo y el trémolo, entre otras. Uno de los primeros toques que se considera flamenco como es la "rondeña", fue la primera composición registrada para guitarra solista, por Julián Arcas (María, Almería, 1832 - Antequera, Málaga, 1882) en Barcelona en el año 1860. El rasgueo puede ser realizado con 5, 4 o 3 dedos, este último inventado por Sabicas. El empleo del pulgar es también característico en el toque flamenco. Los guitarristas apoyan el pulgar en la tapa armónica de la guitarra y el dedo índice y medio sobre la cuerda superior a la que están tocando, logrando así una mayor potencia y sonoridad que el guitarrista clásico. También se apoya el dedo medio en el golpeador de la guitarra para conseguir más precisión y fuerza a la hora de pulsar la cuerda. Asimismo el uso del golpeador como elemento de percusión dota de gran fuerza a la interpretación guitarrística flamenca. Se denomina "falseta" a la frase melódica o floreo que se intercala entre las sucesiones de acordes destinadas a acompañar la copla. Asimismo se habla de tocar o acompañar por arriba (usando la digitación del acorde mi mayor) y por medio (la mayor), con independencia de que se haya transportado o no con la cejilla.
El acompañamiento y el toque solista de los guitarristas flamencos se basa tanto en el sistema armónico modal como en el tonal, aunque lo más frecuente es una combinación de ambos. Algunos cantes flamencos se interpretan "a palo seco" (a capella), sin acompañamiento de guitarra.
Según el tipo de interpretación se habla de:
- Toque airoso: vivaz, rítmico y sonoridad brillante, casi metálica.
- Toque gitano o flamenco: hondo y con pellizco, usa preferentemente los bordones y los contratiempos.
- Toque pastueño: lento y tranquilo.
- Toque sobrio: sin ornamentos ni alardes superfluos.
- Toque virtuoso: con dominio excepcional de la técnica, corre el riesgo de caer en un efectismo desmesurado.
- Toque corto: pobre en recursos técnicos y expresivos.
- Toque frío: carente de hondura y pellizco.

## Baile

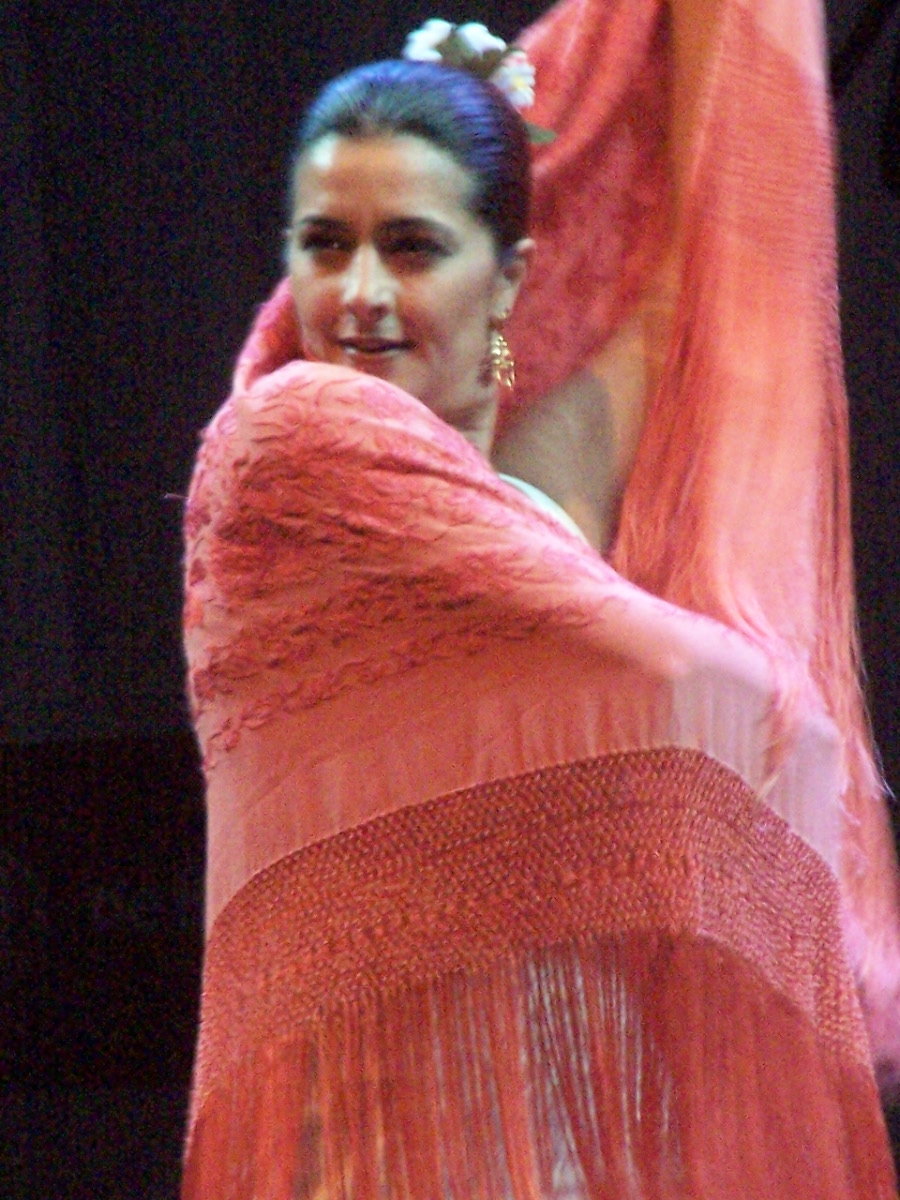
La bailaora Ángeles Gabaldón.

El baile flamenco puede acompañar distintos palos. Su realización es similar a un ejercicio físico moderado, y tiene probados efectos en la salud física y emocional (denominado «flamencoterapia»).

## La enseñanza reglada del flamenco en centros educativos
En España se imparten oficialmente los estudios reglados de flamenco en diversos conservatorios de música, conservatorios de danza y escuelas de música de varias comunidades autónomas.

### Conservatorios de música

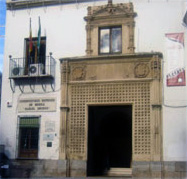
Conservatorio Superior de Música Rafael Orozco de Córdoba.

Los estudios de guitarra flamenca en centros educativos oficiales se iniciaron en España en 1988 de la mano del gran concertista y maestro granadino Manuel Cano Tamayo, que obtuvo una plaza de catedrático emérito en el Conservatorio Superior de Música Rafael Orozco de Córdoba.
Existen conservatorios especializados en flamenco a lo largo de todo el país, aunque principalmente en la región de Andalucía, como el mencionado Conservatorio de Córdoba, el Conservatorio Superior de Música de Murcia o la Escola Superior de Música de Catalunya, entre otros. Fuera de España, un caso singular lo constituye el Conservatorio de Róterdam, en los Países Bajos, que ofrece estudios reglados de guitarra flamenca bajo la dirección del maestro Paco Peña desde 1985, algunos años antes de que existieran en España.

## Universidad
En 2018 comienza el primer Máster Interuniversitario en Investigación y Análisis del Flamenco, tras los previos intentos del "Programa de Doctorado de Aproximación al Flamenco", impartido por varias universidades como Huelva, Sevilla, Cádiz y Córdoba, entre otras.

## Palos

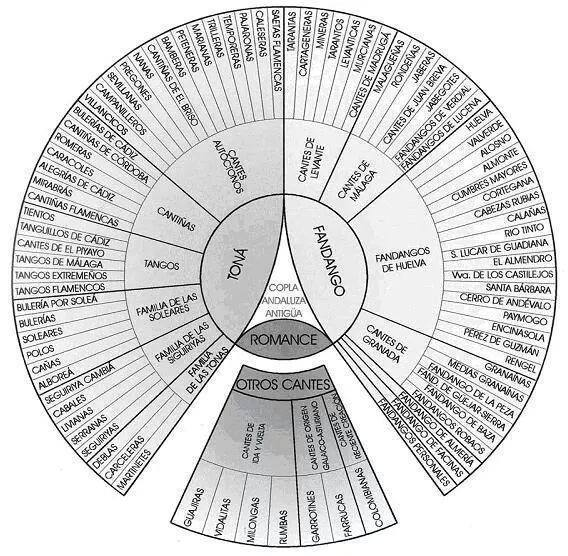
Palos flamencos

Se conoce como palo a "cada una de las variedades tradicionales del cante flamenco". Cada palo tiene su propio nombre, unas características musicales únicas que se llaman "claves" o "modos", una progresión armónica determinada y unos esquemas rítmicos llamados "compás". Los palos pueden clasificarse siguiendo varios criterios: según sea su compás, su jondura, su carácter serio o festero, su origen geográfico, etc.
Los palos se dividen según su aspecto rítmico de la siguiente manera:
- Binario/Cuaternario: Tanguillos, Colombianas, Rumba, Tangos, Tientos, etc.

- Ternario: Sevillanas, Campanilleros, Fandangos libres, de Huelva, etc.
- Amalgama I: Alegrías, Soleá, Soleá por bulerías, etc.
- Amalgama II: Guajira, Peteneras, Bulerías, etc.
- Amalgama III: Cabales, Seguiriya, Liviana, etc.

### Historia
El fandango, que en el siglo XVII era el cante y baile más extendido por toda España, con el tiempo acabó generando variantes locales y comarcales, especialmente en la provincia de Huelva, existiendo más de cuarenta estilos diferentes. En la Alta Andalucía y zonas limítrofes los fandangos se acompañaban con la bandola, siguiendo un compás regular que permitía el baile y del cual deriva el nombre de estilo "abandolao". De este modo surgieron los fandangos de Lucena, los zánganos de Puente Genil, las malagueñas primitivas, las rondeñas, las jaberas, los jabegotes, los verdiales, el chacarrá, la granaína, el taranto y la taranta. A causa de la expansión de las sevillanas en la Baja Andalucía, el fandango fue perdiendo su papel de soporte del baile, lo que permitió un mayor lucimiento y libertad del cantaor, generándose en el siglo XX multitud de fandangos de creación personal. Asimismo, miles de campesinos andaluces, especialmente de las provincias de Andalucía Oriental, emigraron a los yacimientos mineros murcianos, donde los tarantos y las tarantas evolucionaron. La Taranta de Linares, evolucionó hacia la minera de la Unión, la cartagenera y la levantica. En la época de los cafés cantantes, algunos de estos cantes, se desligaron del baile y se adquirieron un compás libre, que permitía el lucimiento de los intérpretes. El gran impulsor de este proceso fue Antonio Chacón, quien desarrolló versiones preciosistas de malagueñas, granaínas y cantes mineros.
La estilización del romance y de los pliegos de cordel dio lugar al corrido. La extracción de los romances de cuartetas o de tres versos significativos dio lugar a las tonás primitivas, a la caña y al polo, que comparten métrica y melodía, pero que difieren en su ejecución. El acompañamiento de la guitarra les dio un compás que las hizo bailables. Se cree que su origen estuvo en Ronda, ciudad de la Alta Andalucía cercana a la Baja Andalucía y muy relacionada con ella, y que desde allí llegaron al arrabal sevillano de Triana, con gran tradición de corridos, donde se transformaron en la soleá. De la interpretación festiva de corridos y soleares surgieron en Triana los jaleos, que viajaron a Extremadura y que en Jerez y Utrera derivaron en la bulería, desde donde se difundieron por toda la Baja Andalucía, generando variantes locales.
En los grandes puertos andaluces de Cádiz, Málaga y Sevilla se desarrollaron los tangos y los tientos, que tienen una gran influencia de la música negra americana. Asimismo en Cádiz se generó el grupo de las cantiñas cuyo palo central es la alegría.
Algunas tonadas populares andaluzas, como los pregones, las nanas y campesinos cantos de trilla, tienen la misma métrica de las seguidillas flamencas. A partir de ellos pudo surgir la liviana y la serrana, que es una interpretación virtuosista y melismática de la liviana; de hecho, tradicionalmente se interpretan juntas. Este grupo de palos también pertenece la alboreá y la antigua playera, que se impregnó de la melodía de las tonás dando lugar a las seguidillas, que incorporó acompañamiento de guitarra.

### Clasificación

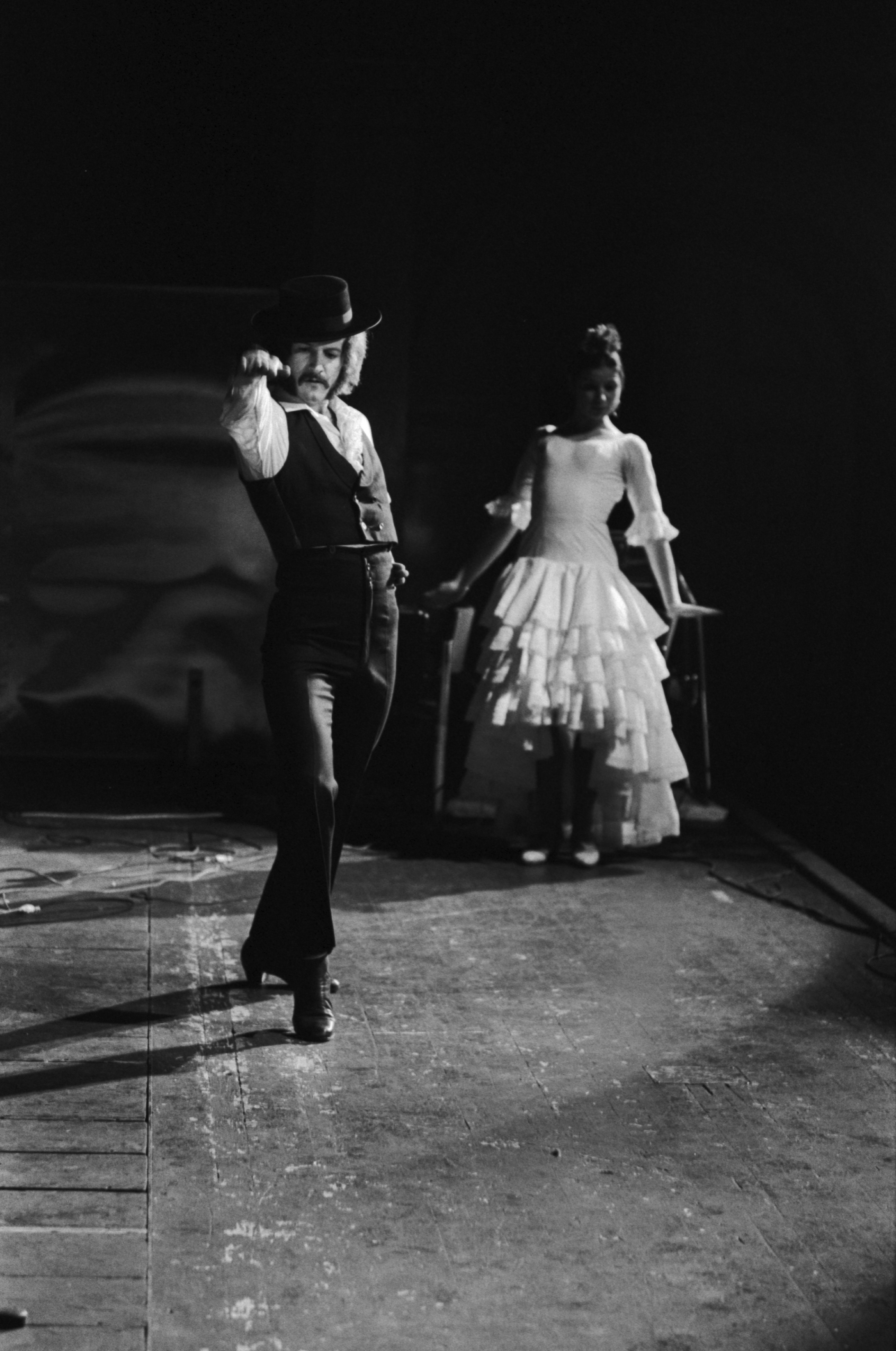
El bailaor de flamenco finlandés Reima Nikkinen con una bailaora no identificada en diciembre de 1971.

#### Alfabética
Alboreá | Alegrías | Bambera | Bandolá | Bulerías | Cabales | Campanilleros | Cantiña | Caña | Caracoles | Carcelera | Cartagenera | Chufla | Colombiana | Copla andaluza | Corríos | Debla | Fantasía | Fandango | Fandanguillo | Farruca | Galeras | Garrotín | Granaína | Guajira | Jabegote | Jabera | Jota flamenca | Liviana | Malagueña | Mariana | Martinete | Media | Media Granaína | Milonga | Mineras | Mirabrás | Murciana | Nana | Petenera | Polo | Romance | Romeras | Rondeña | Rumba | Saeta | Seguiriya o Siguiriya | Serranas | Sevillana | Soleá | Tango | Tanguillo | Taranta o Taranto | Tientos | Toná | Trillera | Verdiales | Vidalita | Zambra | Zapateado | Zorongo

#### Según la métrica de la música
Los palos pueden dividirse en cinco grupos desde el punto de vista de la métrica, dependiendo de su compás:
- Métrica de 12 tiempos (amalgama de compases de 6/8 y 3/4). Que a su vez se dividen en los que usan el:
  - Compás de soleá: soleá, soleá por bulerías, bulerías, bulerías por soleá, alegrías, caña, polo, mirabrás, caracoles, romera, cantiñas, bambera, alboreá, romance, zapateado catalán.
  - Compás de seguiriya: seguiriyas, cabales, liviana, serranas, toná-liviana.
  - Y en la guajira y la petenera, que usan la citada amalgama de forma simple.
- Métrica binaria y cuaternaria: taranta o taranto, tientos, mariana, danza, tangos, zambra, farruca, garrotín, rumba, danzón, colombiana, milonga.
- Métrica ternaria: fandango de Huelva, fandango malagueño, sevillanas, verdiales.
- Métrica polirrítmica: tanguillo y zapateado.
- Métrica libre (ad líbitum): toná, debla, martinete, carcelera, cantes camperos, saeta, malagueña, granaína, media granaína, rondeña, cantes de las minas (minera, taranta, cartagenera, levantica, murciana).

#### Según la métrica de las coplas
Atendiendo a la métrica de las coplas los palos pueden dividirse en tres grandes grupos, los que usan:
- El romance: coplas de tres o cuatro versos de ocho sílabas, con rima preferentemente asonantada en los versos pares.
- La seguidilla: coplas de tres o cuatro versos alternos de cinco y siete sílabas, con rima en los versos cortos.
- El fandango: coplas de cinco versos de siete u ocho sílabas, rimando las pares y las impares por separado. A la hora de la ejecución se repite uno de los versos.

#### Según su origen musical
Los cantes que derivan de:
- Romances y seguidillas son: corríos, toná, seguiriya, saeta, martinete, carcelera, debla, liviana y cabales.
- Fandangos son: fandangos, malagueña, verdiales, jabera, rondeña, granaína, media granaína, bandolá, jabegote, minera, murciana, cartagenera y taranta.
- Coplas y canciones andaluzas del siglo XVIII[66] son: tangos, tientos, tanguillos, caña y polo.
- Cantes camperos andaluces son: serranas, trilleras, nanas, marianas, campanilleros, cachuchas, El vito y las sevillanas corraleras.
- Cantiñas de baile son: soleá, bulerías, petenera, alboreá y todas las cantiñas (alegrías, mirabrás, caracoles y romeras).
- Cantos negros americanos son las: colombianas, rumba, guajira, milonga. Algunos autores consideran que el fandango, los tanguillos, las bulerías y la seguiriya también tienen origen africano.[67]
- Folclore español no andaluz son: farruca, garrotín y jota flamenca.

#### Según la procedencia geográfica
Atendiendo a su procedencia geográfica pueden dividirse en:
- Cantes de Cádiz y los Puertos;
- Cantes de Málaga;
- Cantes de Levante;
- Cantes de ida y vuelta.

#### Según la textura musical
Los cantes "a palo seco" (a capella, sin acompañamiento de guitarra) son las carceleras, la debla, el martinete, los pregones, la saeta, las tonás y las trilleras. El resto suele acompañarse con guitarra.

## Palos flamencos más básicos

### Cantiñas
Constituye el estilo flamenco que de forma más exacta expresa el sentir del entorno gaditano.

compás de alegrías

### Bulerías
Se distingue por ser un palo fiestero, con un ritmo rápido y redoblado y que se presta más que otros al jaleo y las palmas. Suele ser el baile con el que remata la juerga flamenca, donde formando un semicírculo, los bailaores, de uno en uno normalmente, salen al centro a bailar una parte de la pieza musical.

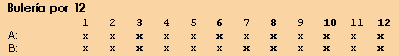
compás de bulerías

### Fandangos
Desde principios del siglo XIX, el flamenco adoptó rasgos de los fandangos andaluces, dando así lugar a los llamados “fandangos aflamencados” a compás de 3/4, que son considerados hoy en día como uno de los palos fundamentales del flamenco. Dentro de la inmensa variedad de fandangos existente, se destacan los fandangos naturales y los fandangos de Huelva.

### Tangos
Los tangos están considerados como uno de los estilos básicos del flamenco, existiendo varias modalidades.

### Cantes del Levante
Grupo de cantes de gran influencia en las malagueñas y las granaínas, y entre los que se encuentran cantes propios de Murcia.

## Léxico

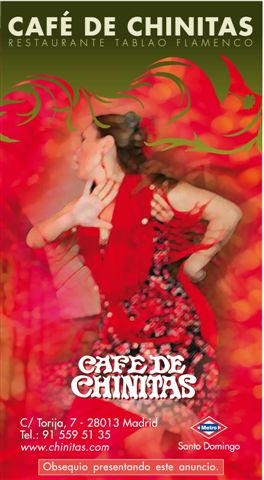
Invitación a un tablao flamenco.

### Ole
Adolfo Salazar recoge que la voz expresiva ole, con que se anima a los cantaores y bailaores andaluces, puede proceder del verbo hebreo oleh que significa "tirar hacia arriba", poniendo de manifiesto que los derviches giróvagos de Túnez también danzan dando vueltas al son de repetidos "ole" o "joleh". En este mismo sentido parece apuntar el uso del vocablo "arza", que es la forma dialectal andaluza de pronunciar la voz imperativa "alza", con la característica igualación andaluza de la /l/ y la /r/ implosivas. Es frecuente el empleo indiscriminado de las voces "arza" y "ole" a la hora de jalear a cantaores y bailaores flamencos, por lo que podrían interpretarse como voces sinónimas. Pero la más evidencia del origen de esta palabra puede ser del caló: Olá, que significa Venga. Asimismo, en Andalucía se conoce como jaleo al ojeo de la caza, esto es, la acción de ojear, que es "ahuyentar la caza con voces, tiros, golpes o ruido, para que se levante".
Al margen del origen y significado de la expresión "ole", existe un tipo de canción popular andaluza así llamada por la característica repetición de dicha palabra. Falla se inspiró en este tipo de canción en algunos pasajes del segundo acto de su ópera La vida breve.

### Duende
Según el diccionario de la RAE (recogido desde 1956) el "duende" en Andalucía es un "encanto misterioso e inefable", un carisma que los gitanos denominan duende. Federico García Lorca, en su conferencia Teoría y juego del duende confirma esa inefabilidad del duende definiéndolo con las siguientes palabras de Goethe: "Poder misterioso que todos sienten y que ningún filósofo explica". En el imaginario flamenco, el duende va más allá de la técnica y de la inspiración, en palabras de Lorca "Para buscar al duende no hay mapa ni ejercicio". Cuando un artista flamenco experimenta la llegada de este misterioso encanto, se emplean las expresiones "tener duende" o cantar, tocar o bailar "con duende".
Junto a las anteriormente citadas, existen otras muchas palabras y expresiones características del género flamenco, como "cuadro flamenco","tablao flamenco", "juerga flamenca", "tercio", "aflamencar", "aflamencamiento", "flamencología"...

## Véase también

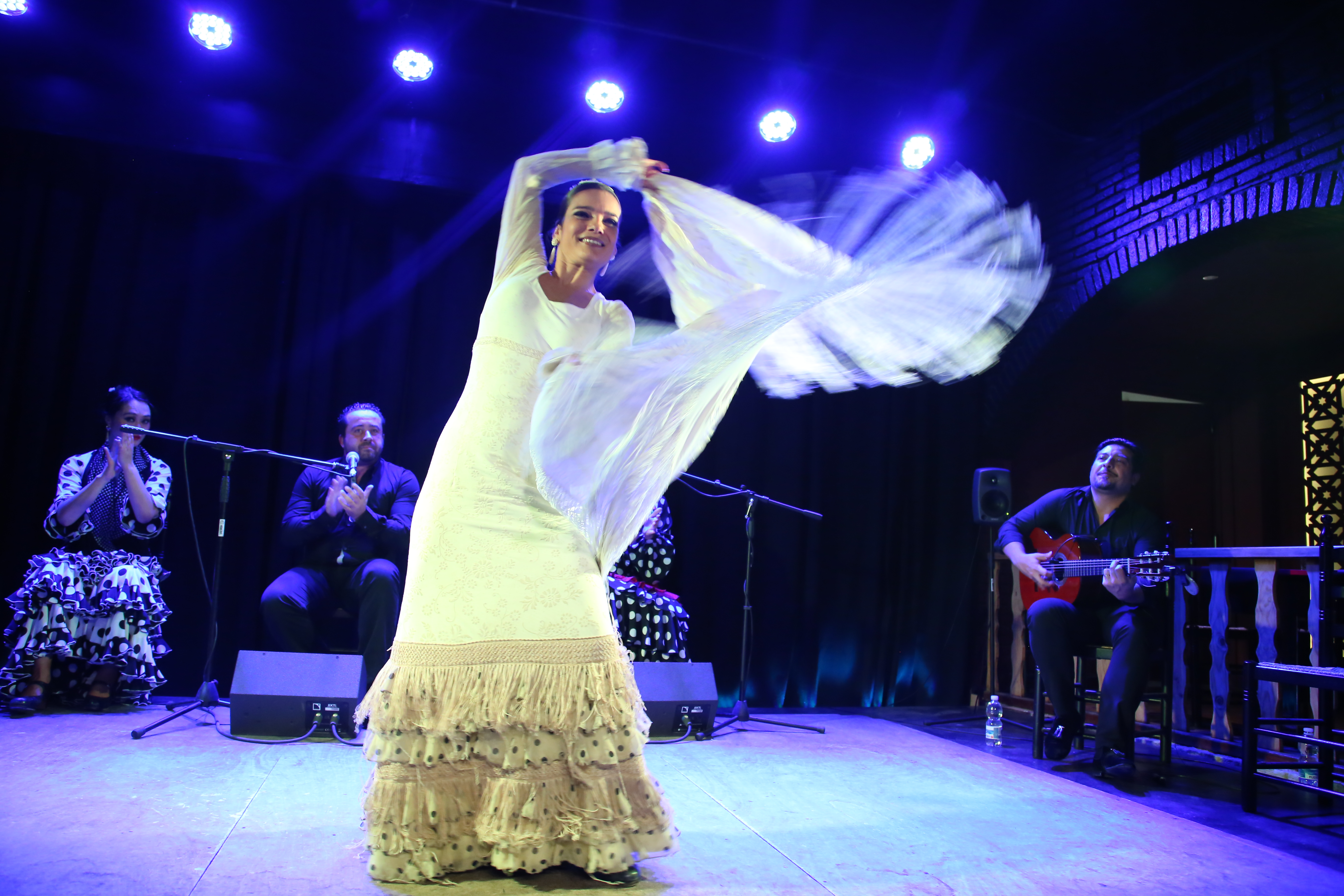
Flamenco en La Bodega Flamenca, Barcelona.